# Джентльмены (фильм)
«Джентльмены» (англ. The Gentlemen) — британско-американский гангстерский комедийный боевик 2019 года, одиннадцатый полнометражный фильм британского кинорежиссёра Гая Ричи, который разработал сюжет вместе с Айвеном Аткинсоном и Марн Дэвис. В фильме снимались Мэттью Макконахи, Чарли Ханнэм, Генри Голдинг, Мишель Докери, Джереми Стронг, Эдди Марсан, Колин Фаррелл и Хью Грант. В нём рассказывается об американском наркобароне в Англии, который хочет продать свой бизнес, запуская цепочку шантажа и схем, чтобы подорвать его.
Премьера фильма состоялась 3 декабря 2019 года в кинотеатре Curzon Mayfair Cinema, а его театральный прокат в Великобритании состоялся 1 января 2020 года компанией Entertainment Film Distributors, а в США — 24 января компанией STX Entertainment. Фильм получил в целом положительные отзывы критиков, а также имел коммерческий успех, собрав в мировом прокате 115 миллионов долларов при бюджете в 22 миллиона долларов. В 2024 году Netflix выпустил спин-офф телесериала с Тео Джеймсом в главной роли.

## Сюжет
Майкл (Микки) Пирсон (Мэттью Макконахи) пьёт пиво в принадлежащем ему лондонском пабе. Внезапно за его спиной вырастает фигура с пистолетом, звучит выстрел, и кровавые брызги эффектно растворяются в бокале.
Дальнейшее действие фильма повествует о предшествовавших этому событиях. Редактор таблоида Daily Print Большой Дэйв (Эдди Марсан) нанимает частного детектива Флетчера (Хью Грант), чтобы расследовать связь лорда Прессфилда, члена королевской семьи, когда-то «четвёртого в очереди на трон», с американцем Микки Пирсоном, крупнейшим лондонским наркоторговцем. Однажды на светском приёме Микки демонстративно проигнорировал протянутую руку Большого Дэйва, чем практически уничтожил его в глазах представителей истеблишмента. Разгневанный издатель готов заплатить за компромат 150 тысяч фунтов. В то же время, сознавая, что, шантажируя Пирсона, можно получить гораздо большую сумму, Флетчер приходит к правой руке Микки, Рэймонду (Чарли Ханнэм), и предлагает купить собранное им по заказу Большого Дэйва досье — за 20 млн фунтов стерлингов. Он приносит с собой презентацию собранных материалов, издевательски оформленную как некий условный киносценарий.
Последующий рассказ отчасти ведётся от лица Флетчера, зачитывающего фрагменты своего «сценария». Майкл Пирсон родился в США в небогатой семье. Стремясь выбиться в люди, он сумел получить стипендию и поступить в Оксфордский университет, где со временем занялся распространением марихуаны среди студентов-мажоров. Микки принципиально игнорировал тяжёлые наркотики, ограничившись «травкой», но её рынок подмял под себя практически полностью. Со временем, расширяя свой преступный бизнес, Пирсон столкнулся с характерной особенностью британского земельного законодательства — собственник не вправе запретить проникновение посторонних на свою землю; соответственно, необходимые плантации конопли практически невозможно укрыть от любопытствующих глаз. Изобретательному американцу удалось разработать элегантную схему укрытия своего производства — фермы для выращивания «травки» он постепенно открывал в подземных теплицах, пользуясь землями родовых поместий обедневших английских аристократов, которых начинал щедро спонсировать. Со многими из них у него сложились приятельские отношения; зачастую Микки помогал «своим» лордам, пользуясь статусом и деньгами.
С возрастом Пирсон начинает задумываться о том, чтобы уйти на покой, а заодно — накануне обсуждаемой законодателями легализации марихуаны — уступить свою наркоимперию человеку с безупречной репутацией, поскольку репутация самого Микки для легального бизнеса непригодна. Он планирует продать производство американскому миллиардеру еврейского происхождения Мэттью Бергеру (Джереми Стронг) за 400 млн фунтов стерлингов, сосредоточиться на семье и завести детей со своей женой Розалиндой (Мишель Докери). Внезапно интерес к бизнесу Майкла проявляет китайский криминальный авторитет по прозвищу Сухой Глаз (Генри Голдинг). Зная, что Розалинда — владелица автосервиса, он привозит ей в подарок контейнер автозапчастей в обмен на аудиенцию у её мужа. По просьбе жены Майкл соглашается на встречу, однако категорически пресекает все попытки Сухого Глаза начать переговоры на тему продажи своего дела китайцам.
Практически сразу после переговоров компания юных рэперов — бойцов MMA, называющая себя «Карапузами» и «Костюмами», совершает налёт на лабораторию Пирсона. Отлично тренированные парни снимают свою драку с охранниками на видео и загружают ролик в интернет. Наставник ребят, также известный как Тренер (Колин Фаррелл), который посвятил жизнь перевоспитанию проблемной молодежи с улиц, разъярённый глупостью и самонадеянностью учеников, приезжает к Рэймонду и берёт на себя всю ответственность за их акцию. Он предлагает Рэймонду помощь — свою и своих учеников — в качестве отработки долга за ограбленную ферму.
Налёт дорого обошёлся Пирсону — ферму пришлось закрыть, и сделка с потенциальным покупателем едва не сорвалась. Майкл и Рэймонд уверены, что за ограблением стоит обиженный отказом Сухой Глаз, так как наводку на ферму «Карапузам» дал китаец Нах. Они угрожают боссу Сухого Глаза, китайскому наркобарону Лорду Джорджу, и сжигают его лабораторию по производству героина. Лорд Джордж, как оказалось, ничего не знавший о планах своего подручного, впадает в ярость и требует от Сухого Глаза прекратить самодеятельность. Однако Сухой Глаз в ответ на это убивает своего босса и сам становится главарём китайской группировки.
Параллельно разворачивается история Лоры Прессфилд, дочери того самого лорда, одного из покрывающих бизнес Микки, связи с которым расследовал Флетчер. Девушка, будучи певицей, влюбилась в поп-идола и, поддавшись его влиянию, подсела на героин и ушла из дома. Убитые горем родители просят Микки вернуть дочь домой, и тот соглашается, поручая дело Рэймонду. Рэймонд после недолгих уговоров забирает девушку из наркопритона, однако в ходе операции разворачивается драка, и один из друзей Лоры, наркоман по имени Аслан, выпадает из окна. Именно эту историю планирует раскрутить Большой Дэйв. Несмотря на то, что Лора вернулась к родителям, она вскоре умирает от передозировки наркотиками.
Тем не менее гвоздем «сценария» Флетчера оказывается не история Прессфилдов, а куда более интересная информация. В ходе слежки он выясняет, что Сухой Глаз был знаком с Бергером и, как оказалось, сговорился с ним. Пытаясь сбить цену продажи, Бергер рассказал Сухому Глазу о расположении одной из ферм Микки, на которую его водили на экскурсию. Организованный Сухим Глазом налёт должен был нанести урон бизнесу Пирсона и снизить стоимость сделки. Поскольку сведения Флетчера подтвердили подозрения Пирсона о связи между Сухим Глазом и Бергером, Микки и Рэймонд начинают готовить ответный удар.
Повторяется начальная сцена фильма — покушение на Майкла в кафе. Оказывается, он остался жив — нападавшего вовремя заметил и устранил Рэймонд. Так как Розалинда внезапно повесила трубку и не отвечала на звонки, Майкл понял, что к ней также наведались люди Сухого Глаза. Розалинда пытается дать отпор бандитам, однако в её пистолете заканчиваются патроны. Успев в последний момент, Майкл спасает жену и убивает Сухого Глаза.
Рэймонд заказывает ученикам Тренера похищение Большого Дэйва. Скандального редактора накачивают наркотиками и виагрой и запускают в загон со свиньями, после чего наутро угрожают опубликовать мерзкое зоофильское видео, если тот не прекратит «копать» под Микки Пирсона.
Пирсон и Бергер, назначив рандеву на рыбном рынке, возобновляют переговоры. Мэттью с притворным сочувствием подсчитывает вслух, сколько потерял в стоимости бизнес Микки в результате последних событий, и заявляет, что теперь готов был бы купить его только за 130 миллионов, а не за 400. Однако в ответ Пирсон раскрывает истинные планы Бергера и предъявляет несостоявшемуся покупателю три встречных требования. Во-первых, бизнес останется у Микки. Во-вторых, Бергер должен компенсировать ему те самые 270 миллионов фунтов стерлингов, на которые тот подешевел в результате провокаций Бергера и Сухого Глаза. В-третьих, Бергер должен отрезать у себя фунт плоти в качестве компенсации за нападение на жену Майкла.
Флетчер снова навещает Рэймонда в надежде получить свою оплату. Однако оказывается, что Рэймонд всё это время вёл за ним слежку, а оба тайника с его компроматом (оригинал и копия, который Флетчер рассчитывал использовать как страховку) были найдены при помощи ребят Тренера. Всерьёз испугавшись, Флетчер раскрывает ещё один секрет: за неудавшимся покушением на Пирсона стоят вовсе не Бергер и Сухой Глаз, а русский олигарх Аслан, чей сын Аслан-младший выпал с балкона квартиры бойфренда Лоры Прессфилд по вине людей Пирсона. Флетчер самолично передал ему всю информацию о виновниках гибели его сына, рассчитывая получить одновременно и 20 млн от Микки, 150 тысяч от Большого Дэйва и гонорар от русских. В это время на Рэймонда совершается очередное нападение, однако бандитов уничтожает Тренер. Рэй пытается предупредить Микки, но опаздывает — босс уже сел в машину, в которой оказалась ловушка — русские бандиты. Неожиданно путь машине преграждают бойцы Тренера, которые желают «решить проблему Тренера», полностью закрыв их глупый должок перед Пирсоном. Заметив неладное, Майкл падает под сиденье и укрывается от пуль. «Карапузы» в упор расстреливают машину Пирсона, ликвидируя людей Аслана-старшего.
Позже Флетчер, в суматохе сумевший сбежать, обращается с идеей создания фильма к кинокомпании Miramax Films. После разговора он садится в такси, но за рулём сидит Рэймонд. Узнав о поимке Флетчера, Пирсон и Розалинда празднуют победу своей наркоимперии.

## В ролях
| Актёр            | Роль                 |
| ---------------- | -------------------- |
| Мэттью Макконахи | Майкл «Микки» Пирсон |
| Чарли Ханнэм     | Рэймонд Смит         |
| Генри Голдинг    | Сухой Глаз           |
| Мишель Докери    | Розалинд             |
| Колин Фаррелл    | Тренер               |
| Хью Грант        | Флетчер              |
| Джереми Стронг   | Мэттью Бергер        |
| Эдди Марсан      | Большой Дейв         |
| Джейсон Вонг     | Нах (Phuc)           |
| Лайн Рени        | Джеки                |
| Крис Иванджелу   | Праймтайм            |
| Евгения Кузьмина | Миша                 |
| Том Ву           | Лорд Джордж          |
| Bugzy Malone     | Эрни                 |
| Элиот Самнер     | Лора Пресфилд        |

## Производство
В мае 2018 года было объявлено о том, что Гай Ричи напишет и срежиссирует фильм, который по своему духу будет соответствовать ранним фильмам Ричи «Карты, деньги, два ствола» и «Большой куш». О проекте было рассказано на Каннском кинофестивале 2018 года, где Miramax приобрела права на распространение фильма. Ожидалось, что съёмки фильма начнутся в октябре. В октябре Мэттью Макконахи, Кейт Бекинсейл, Генри Голдинг и Хью Грант проходили пробы на роли в фильме; Джереми Стронг, Джейсон Вонг и Колин Фаррелл присоединились к актёрскому составу фильма в ноябре. Мишель Докери также присоединилась к актёрскому составу фильма, заменив собой Бекинсейл. В декабре 2018 года Лайн Рени присоединилась к актёрскому составу фильма.

«Для меня „Джентльмены“ — это возвращение к корням спустя 20 лет. Мы собрали хороший актёрский состав. Мы просто спросили людей, и они согласились. Все хотели сделать это. Мне не пришлось ничего им объяснять, они сразу уловили суть». — Гай Ричи, режиссёр
Ричи задумал «Джентльменов» почти десять лет назад.[уточнить] История предоставила ему возможность исследовать культурные различия между Великобританией и США. Одно время он планировал создать телесериал, однако в конечном итоге вернулся к изначальной идее снять полнометражный фильм. Его рабочее название — Toff Guys (с англ. богатеи) — отсылка к британскому сленгу, описывающему аристократов, которые упиваются своим величием.

«У Гая достаточно особый язык повествования, в нём чувствуется мелодика и какая-то чувственность, присущая театральным постановкам. Такое ощущение, что ты играешь в спектакле по пьесе Оскара Уайльда или Ноэла Коуарда. Это витает в воздухе. Как только нам удавалось уловить это витавшее настроение, работать становилось легко и весело. Каждый день час или два уходило на переписывание сценария — это ещё одна особенность работы с Гаем. Он не возражал, когда я предлагал какие-то театральные решения, и поощрял импровизации. Это был поистине творческий процесс». — Джереми Стронг о работе с Гаем Ричи
Особый стиль работы Ричи также включал уникальные читки сценария, которые он называет «чёрный ящик». Обычно во время читок все актёры собираются за круглым столом. Но Ричи и его группа снимали актёров на любительскую камеру в течение 12-часовой смены. «Мы получали полное представление о будущей картине, умещая три предстоящих месяца съёмочного периода в один день, — объяснил один из продюсеров ленты. — Фактически мы получали фильм ещё до того, как приступали к съёмкам». По словам Мэттью Макконахи, это действо напоминало финальный прогон в театре.
Дизайном костюмов занимался Майкл Уилкинсон, с которым Ричи ранее работал на съёмках картины «Аладдин».
Съёмочный период фильма начался в ноябре 2018 года. В числе съёмочных мест числится West London Film Studios.

## Релиз
В феврале 2019 года компания STX Entertainment приобрела права на дистрибуцию фильма. Премьера фильма на территории США состоялась 24 января 2020, тогда как в России — 13 февраля 2020 года. Из-за пандемии коронавирусной инфекции и закрытия кинотеатров по всему миру релиз фильма в онлайн-сервисах состоялся 24 марта 2020 года, на две недели раньше запланированной даты.

## Критика
Отзывы о фильме преимущественно положительные. На сайте Rotten Tomatoes у картины 75 % свежести, основанные на 260 рецензиях.
Forbes: «Новый фильм Гая Ричи обещает стать одним из главных событий 2020 года».
Газета.Ru: «„Джентльмены“, пожалуй, удачнее всего заходят на территорию „Большого куша“ и „Карт, денег и двух стволов“».
КиноРепортер: «…упор сделан на колоритных персонажей, сочные диалоги и драйвовый саундтрек».
Esquire: «Лучший фильм Гая Ричи за много лет».
Киноафиша: «„Джентльмены“ — зрелый ироничный фильм с солидным актёрским составом, обращённый к тем, кто годы назад полюбил „Карты, деньги, два ствола“, „Большой куш“, а также фильмы Тарантино и братьев Коэнов»
В декабре 2020 года «Кино Mail.ru» назвал фильм «Джентльмены» лучшим фильмом 2020 года (по мнению посетителей портала).

## Спин-офф
В ноябре 2022 года началась работа над сериалом «Джентльмены» — спин-оффом фильма.